# New York Eye and Ear Control
New York Eye and Ear Control – album nagrany przez sekstet w składzie Albert Ayler, Don Cherry, John Tchicai, Roswell Rudd, Gary Peacock i Sunny Murray. Został nagrany i wydany przez firmę ESP-Disk w 1964 r. Jest przykładem zbiorowej improwizacji.

## Historia nagrania płyty
Album został nagrany w kilka dni po nagraniu Spiritual Unity i tuż przed odlotem tria Aylera z dodanym Donem Cherrym na tournée po Europie
Trzon zespołu stanowiło Albert Ayler Trio.
Płyta została nagrana w mieszkaniu pisarza i poety Paula Hainesa w Nowym Jorku jako ilustracja dźwiękowa dla filmu Michaela Snowa pod tytułem New York Eye and Ear Control. Została ona nagrana jeszcze przed zrobieniem filmu. Film trwał 34 minuty.
Chociaż na stronie 1 albumu winylowego znajdują się dwa utwory, to pierwszy płynnie przechodzi w drugi. Zarówno AY jak i ITT zawierają temat z "Holy Holy".
Chociaż Albert Ayler nie figuruje jako autor tego albumu, w dyskografii europejskiej i amerykańskiej z reguły jest wliczany do dyskografii Aylera. Japończycy zaliczają go do dyskografii Sunny'ego Murraya.
Na liście najlepszych albumów jazzowych Piera Scaruffiego, autora A History of Jazz Music album ten zajął 4 miejsce na liście albumów 1964 roku. W najlepszych albumach dekady lat 60. – na miejscu 19 (na 70)

## Muzycy
SekstetAlbert Ayler Trio + trzech dodatkowych muzyków
- Albert Ayler – saksofon tenorowy
- Don Cherry – trąbka
- John Tchicai – saksofon altowy
- Roswell Rudd – puzon
- Gary Peacock – kontrabas
- Sunny Murray[2] – perkusja

## Utwory

### Strona 1
| 1. | Dons Dawn | 1:00  |
|    |           |       |
| 2. | AY        | 21:16 |
|    |           |       |
|    |           | 22:16 |
|    |           |       |

### Strona 2
| 1. | ITT | 22:21 |
|    |     |       |
|    |     | 22:21 |
|    |     |       |

## Opis płyty

### Płyta analogowa (oryginał)
- Producent – być może Michael Snow
- Studio – prywatny dom Paula Hainesa
- Data nagrania – 17 lipca 1964
- Projekt okładki – Michael Snow
- Kompozycje – nieprzypisane
- Długość – 44:37
- Numer katalogowy – ESP 1016

### Inne wydania
- ESP/Base ESPS (Włochy)
- Get Back ESP 10162 (Włochy)
- Calibre ESPCD 1016 (Holandia)
- ESP ESPCD 1016 (USA)
- oraz zestawie pudełkowym The Complete ESP-Disk Recordings Abraxas ESP1 (Włochy)